# Karl Pohnert
Karl Pohnert (12. května 1832 Most – 4. ledna 1911 Most) byl rakouský politik německé národnosti z Čech, v 2. polovině 19. století poslanec Říšské rady a dlouholetý starosta Mostu.

## Biografie
Narodil se v Mostu, vystudoval farmacii. Později převzal otcovo hospodářství. V roce 1862 poprvé usedl jako náhradník do obecního výboru v Mostu, čímž začala jeho mimořádně dlouhá kariéra v komunální a regionální politice. Od roku 1863 byl řádným členem obecního výboru. V roce 1868 usedl do městské rady. Po 48 let byl nepřetržitě členem obecní rady v Mostu a po více než 30 let byl starostou Mostu. Do této funkce byl zvolen 5. listopadu 1877. 41 let pak zastával funkci člena okresního zastupitelstva a 27 let byl okresním starostou. Město Most mu roku 1902 udělilo čestné občanství.
Působil i jako poslanec Říšské rady (celostátního parlamentu Předlitavska), kam usedl v doplňovacích volbách roku 1886 za kurii městskou v Čechách, obvod Žatec, Postoloprty atd. Nastoupil 28. ledna 1886 místo Antona Banhanse, rezignace na mandát byla oznámena již na schůzi 29. září 1886. Ve volebním období 1885–1891 se uvádí jako Karl von Pohnert, starosta a majitel nemovitostí, bytem Most.
Politicky se profiloval jako německý liberál (tzv. Ústavní strana). Na Říšské radě se připojil k poslanecké frakci Deutscher Club (Německý klub).
V roce 1880 mu byl udělen Řád Františka Josefa. Po dokončení budovy krajského soudu byl povýšen do šlechtického stavu.
Zemřel v lednu 1911.